# Japhet Kipyegon Korir
Japhet Kipyegon Korir (30 juni 1993) is een Keniaans atleet, die zich heeft toegelegd op de langere afstanden en het veldlopen. Hij werd wereldkampioen veldlopen.

## Loopbaan
In 2011 boekte Korir zijn eerste internationale succes door bij de Afrikaanse jeugdkampioenschappen veldlopen de titel te pakken. Twee jaar later veroverde hij bij de senioren de wereldtitel. In 2007 liep hij in Den Haag een persoonlijk record van 1:02.41 op de halve marathon. Met deze prestatie eindigde hij zevende bij de City-Pier-City Loop. Inmiddels heeft hij dat PR teruggebracht tot 1:01.00.
In 2015 debuteerde Korir  op de marathon. Met 2:19.46 eindigde hij als vierde bij de marathon van Taipei.

## Titels
- Wereldkampioen veldlopen - 2013
- Afrikaans jeugdkampioen veldlopen - 2011

## Persoonlijke records
Baan
| Onderdeel | Prestatie | Datum        | Plaats         |
| --------- | --------- | ------------ | -------------- |
| 3000 m    | 7.40,37   | 25 mei 2012  | Ostrava        |
| 5000 m    | 13.11,86  | 21 juli 2018 | Heusden-Zolder |

Weg
| Onderdeel      | Prestatie | Datum             | Plaats     |
| -------------- | --------- | ----------------- | ---------- |
| 10 km          | 27.47     | 26 april 2015     | Würzburg   |
| 15 km          | 43.08     | 25 januari 2012   | Portsmouth |
| 10 Eng. mijl   | 46.16     | 25 oktober 2015   | Portsmouth |
| 20 km          | 57.50     | 18 september 2016 | Kopenhagen |
| halve marathon | 1:00.08   | 2 september 2017  | Lille      |
| marathon       | 2:19.46   | 8 februari 2015   | Taipei     |

Indoor
| Onderdeel | Prestatie | Datum            | Plaats     |
| --------- | --------- | ---------------- | ---------- |
| 5000 m    | 13.11,44  | 10 februari 2012 | Düsseldorf |

## Palmares

### 3000 m
- 2010:  Meeting International de la Province de Liége in Naimette-Xhovémont - 7.41,38
- 2011:  Anhalt in Dessau - 7.52,44
- 2011: 4e Meeting National D1 de Strasbourg - 7.40,93
- 2012:  Meeting Elite de Montgeron Essonne - 7.46,15
- 2012: 4e Golden Spike in Ostrava - 7.40,37
- 2012:  Internationales Pfingstsportfest in Rehlingen - 7.47,31

### 5000 m
- 2010: 4e Nacht van de Atletiek - 13.19,43
- 2011:  Nijmegen Global Athletics - 13.17,18
- 2015: 5e Golden Spike in Ostrava - 13.29,01
- 2015:  Paavo Nurmi Games in Turku - 13.31,34

### 10 km
- 2012: 4e Würzburger Residenzlauf - 28.43
- 2013:  Würzburger Residenzlauf - 27.52
- 2014:  Great Ireland Run - 29.12
- 2014:  Allstate Sugar Bowl Crescent City Classic in New Orleans - 28.19,0
- 2015:  Great Ireland Run - 28.15
- 2015:  Würzburger Residenzlauf - 27.47
- 2015: 4e Birell Grand Prix Praha - 27.48
- 2016:  Würzburger Residenzlauf - 29.17

### 10 Eng. Mijl
- 2015: 6e Great South Run - 46.16
- 2016: 6e Tilburg Ten Miles - 47.07

### halve marathon
- 2014: 7e City Pier City Loop - 1:02.41
- 2015:  Great Scottish Run - 1:03.14
- 2016: 12e halve marathon van Kopenhagen - 1:01.00
- 2017: 4e halve marathon van Lille - 1:00.08
- 2018: 4e City-Pier-City Loop - 1:00.09
- 2018: 19e halve marathon van Kopenhagen - 1:01.27
- 2018: 8e halve marathon Santander Totta - 1:02.22
- 2018: 12e halve marathon van Yangzhou - 1:03.45
- 2019: 22e halve marathon van Lissabon - 1:02.45

### marathon
- 2015: 4e marathon van Taipei - 2:19.46

### veldlopen
- 2009: 5e WK junioren te Amman - 23.36
- 2010:  WK junioren te Bydgoszcz - 22.12
- 2011:  Afrikaanse jeugd kamp. in Cape Town - 23.03
- 2012:  ING Eurocross in Diekirch - 30.34,1
- 2013:  WK te Bydgoszcz (12 km) - 32.45